# Кам'янка (притока Вовчої)
Ка́м'янка — річка в Україні, у Синельниківському районі Дніпропетровської області. Права притока Вовчої (басейн Дніпра).

## Опис
Довжина річки 55 км, площа басейну 517 км². Долина трапецієподібна, подекуди асиметрична. Річище помірно звивисте, у верхній течії влітку пересихає. Похил річки 1,4 м/км. Споруджено кілька ставків і водосховище (між селами Тарасівкою та Федорівське).

## Розташування
Кам'янка бере початок на півдні від с. Колона-Межова. Тече на південний захід, поступово повертаючи на південь. У нижній течії протікає паралельно до Вовчої. Впадає до Вовчої на північ від села Новоселівки.
Основні притоки: балка Широка (ліва), Берестова (права).